# Ordine di Sukhbaatar
L'Ordine di Sukhbaatar è un'onorificenza della Mongolia. È stata istituita il 16 maggio 1941 e ha preso il nome da Damdin Sùhbaatar, eroe nazionale mongolo. È caduta in disuso dopo la fine della Repubblica Popolare Mongola avvenuta nel 1992.
L'onorificenza era conferita per meriti civili e militari a cittadini mongoli e a stranieri. L'insegna era costituita da una stella dorata a cinque punte, circondata da raggi blu, con al centro un disco rotondo argentato con l'immagine di Damdin Sùkhbaatar. Il nastro era bianco con margini blu ed una striscia rossa al centro.